# Ла Сел (Алије)
Ла Сел (фр. La Celle) је насеље и општина у централној Француској у региону Оверња, у департману Алије која припада префектури Монлисон.
По подацима из 2011. године у општини је живело 419 становника, а густина насељености је износила 13,43 становника/km². Општина се простире на површини од 31,2 km². Налази се на средњој надморској висини од 500 метара (максималној 645 m, а минималној 390 m).

## Демографија
| 1962. | 1968. | 1975. | 1982. | 1990. | 1999. | 2011. |
| ----- | ----- | ----- | ----- | ----- | ----- | ----- |
| 406   | 507   | 450   | 436   | 405   | 407   | 419   |

График промене броја становника у току последњих година